# Río Lauca
Le Río Lauca est un cours d'eau binational qui naît dans l'Altiplano au chili et termine son cours en Bolivie, dans le lac Coipasa.
Le Río Lauca naît dans la laguna de Cotacotani, située dans le Parc national Lauca, province de Parinacota au Chili. Dans cette région se forme un marécage d'altitude (appelé en espagnol ciénaga ou bofedal) vers lequel confluent divers versants montagneux dont le volcan Parinacota, et dont l'émissaire est le petit Río Desaguadero chilien. Celui-ci a un débit de 100 à 560 litres par seconde, avec une moyenne de 260 litres par seconde. (soit plus ou moins un quart de mètre cube par seconde).
Le Río Lauca commence son cours en direction ouest où il se heute aux contreforts de la Cordillère Centrale ou Cordillère de Chapiquiña, et doit s'orienter vers le sud. Arrivé dans les environs du volcan Guallatiri, le Lauca tourne à nouveau, mais vers l'est cette fois et traverse la frontière bolivienne à 3 892 m d'altitude, à Macaya. Son débit est alors de 2,6 m3/s en moyenne.
Sur l'altiplano bolivien, le Río Lauca reçoit encore les apports de divers ruisseaux et petits cours d'eau, comme le Río Sajama issu du Nevado Sajama et le Río Coipasa, augmentant son débit jusqu'à 8 m3/s, avant de virer finalement au sud pour terminer dans le lac Coipasa flanqué du salar de même nom.
Le Río Lauca a une longueur de 225 kilomètres.